# Roger D'Astous
Pour les articles homonymes, voir D'Astous.
Roger D'Astous, né à Montréal le 3 mars 1926 et mort dans la même ville le 5 avril 1998, est un architecte canadien.

## Biographie

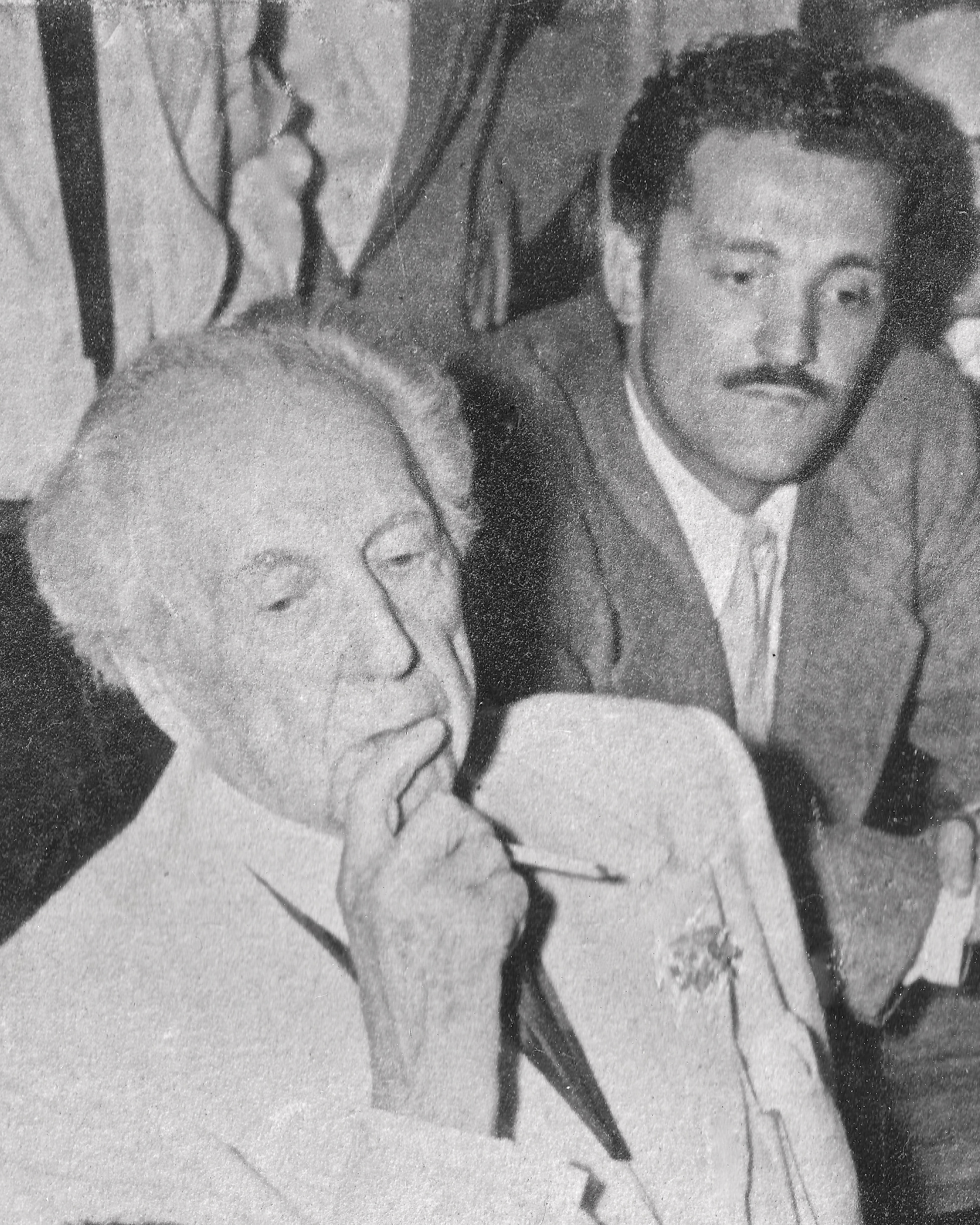
Roger D'Astous et Frank Lloyd Wright (1953).

Roger D'Astous obtient un diplôme de l’École des Beaux-Arts de Montréal en 1952 et complète sa formation d’architecte dans le cadre du Fellowship de Taliesin, aux États-Unis, sous la direction du réputé Frank Lloyd Wright. Entamant sa carrière au Québec au début des années 1950, il s'attache à élaborer une architecture moderniste propre aux régions nordiques. Il figure parmi les plus grands architectes canadiens du 
XXe siècle.

## Carrière
Tandis qu'il ajoute à la poursuite de ses projets, entre 1962 et 1965, un rôle de professeur à l'École des Beaux-Arts de Montréal, son travail connaît une période d'effervescence entre 1955 et 1967, notamment à travers la réalisation d'églises aux lignes audacieuses (près de 50 au cours de sa carrière), ainsi que la station de métro Beaubien. Il rencontre une plus grande renommée avec la construction du Château Champlain, du pavillon chrétien de l'Expo 67 et des emblématiques pyramides du Village olympique des JO d'été de 1976. Il collabore avec l'architecte Luc Durand à partir de 1970.
L'achèvement du Château Champlain lui occasionna d'importants soucis financiers, et le chantier du Village olympique, marqué par des irrégularités pour lesquelles il n'était pas responsable, l'entraîna dans un long feuilleton judiciaire. Le travail reprendra son cours vers 1984 et se caractérisera surtout dorénavant par des réalisations résidentielles.

## Archives
Le Centre canadien d'architecture contient dans ses archives 4 100 dessins, 2 581 photos et autres artéfacts photographiques, 66 publications, 12 carnets de notes, 7 modèles, 5 artéfacts et 1,23 mètre de documents textuels tirés de ses 182 projets: immeubles résidentiels, églises et constructions religieuses, pavillons de l'Expo 67, édifices gouvernementaux et commerciaux.

## Quelques réalisations

D'abord et principalement connue sous le nom d'église de Notre-Dame-du-Bel-Amour, cet édifice religieux est nommé, depuis 2000, église de la Communauté syriaque Saint-Ephrem. Le Conseil du patrimoine religieux du Québec (CPRQ) a classé ce bâtiment, situé  au 7055, avenue Jean-Bourdon Montréal (Québec), édifice religieux à valeur incontournable. Œuvre Roger D'Astous, en collaboration avec la firme Robillard, Jetté, Baudouin, cette église a été édifiée entre 1955 et 1957.
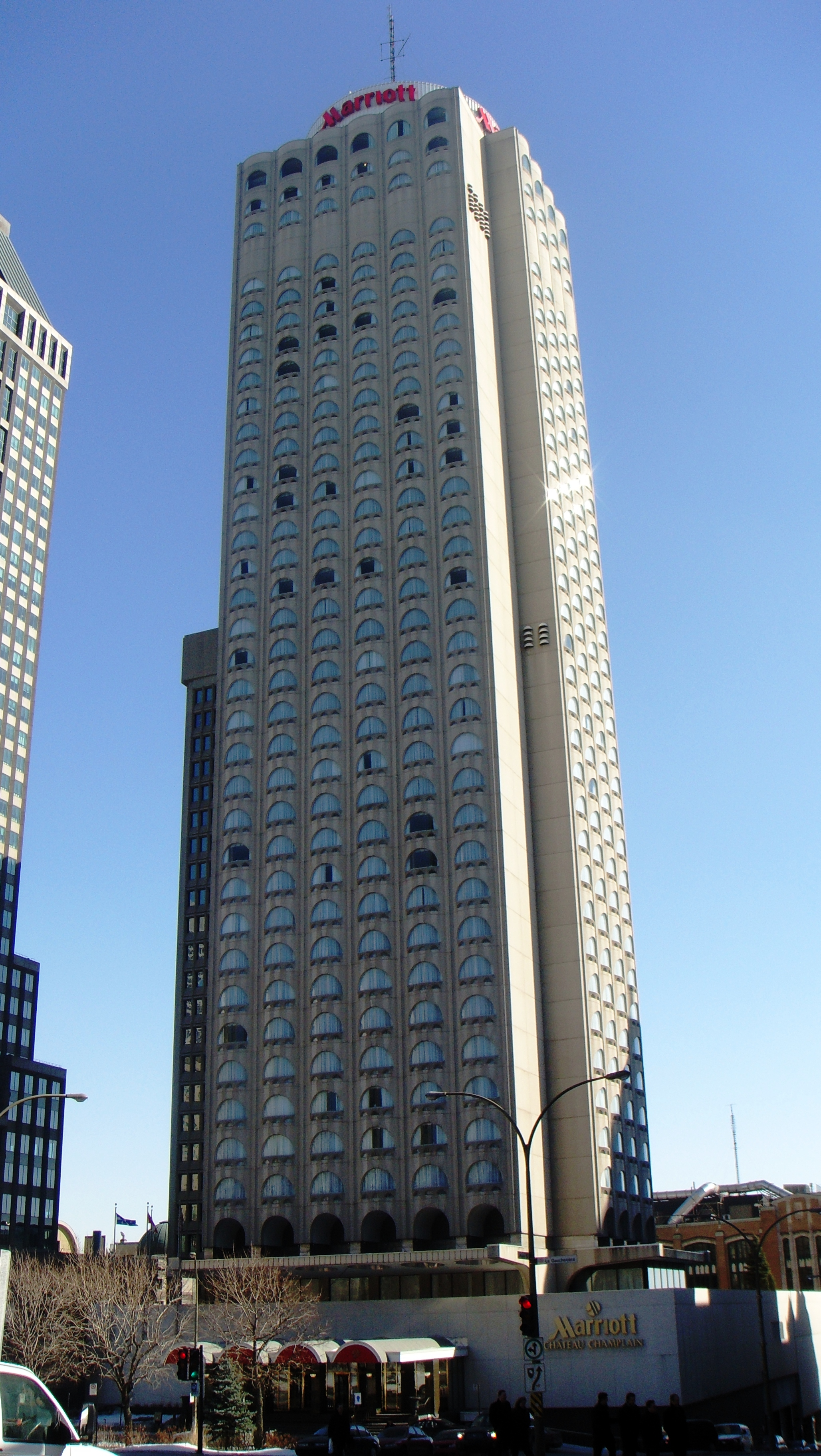
Le Château Champlain, sis au 1050 rue De La Gauchetière, à Montréal (Québec), d'une hauteur de 128 mètres (10 mètres de plus avec l'antenne), compte 38 étages. Il s'inspire des silos à grains du Vieux-Port de Montréal pour sa forme et des ouvertures de style néo-roman de la gare Windsor adjacente pour ses fenêtres. Ce gratte-ciel, achevé au printemps 1967, abrite aujourd'hui l'hôtel Marriott Château Champlain.
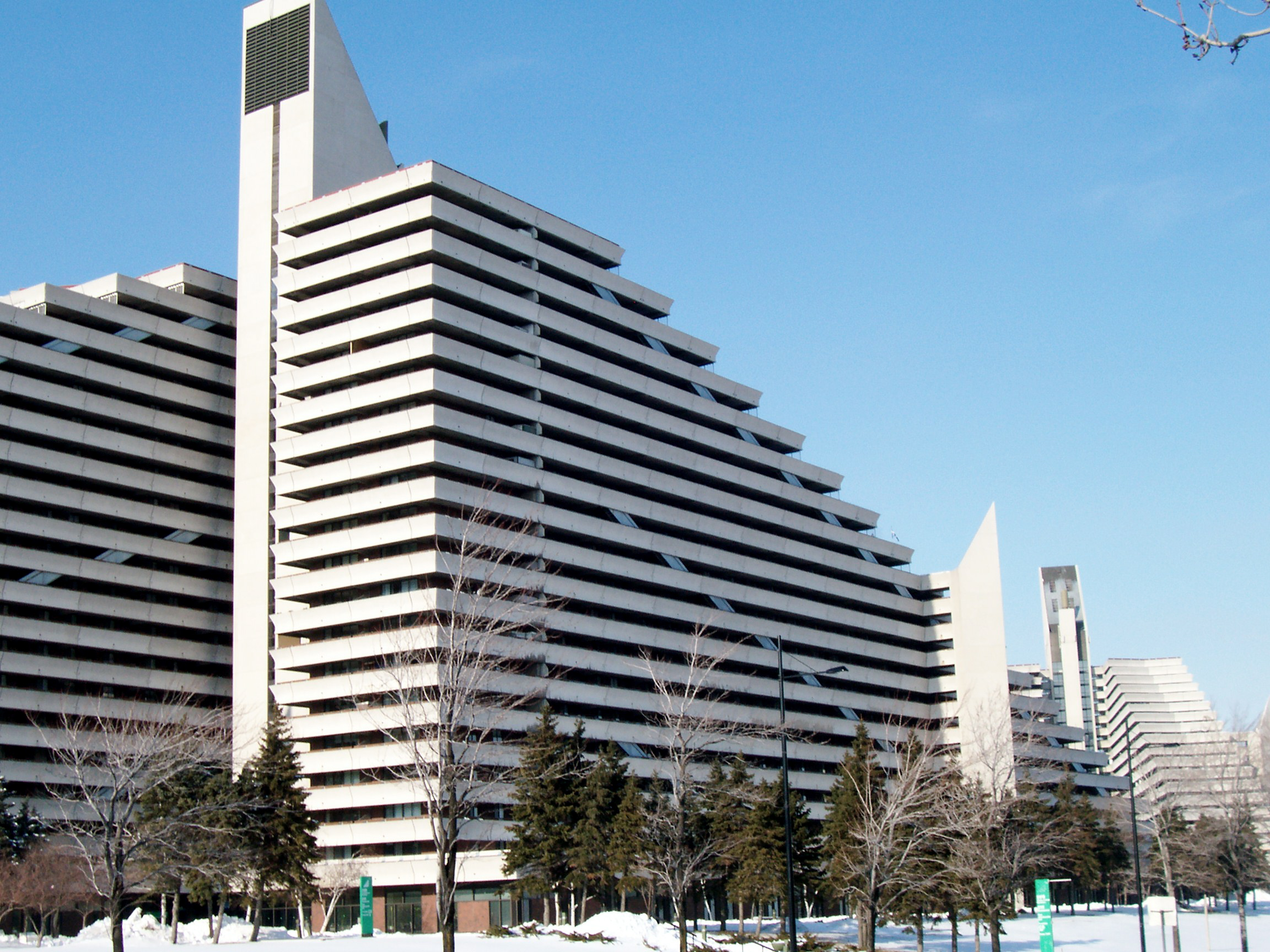
Œuvre majeure de l'architecte Roger D'Astous, les Pyramides olympiques élèvent leurs deux tours triangulaires sur le côté nord de la rue Sherbrooke Est, à Montréal. Situées tout près du Parc olympique de Montréal, elles ont été le cœur du village des athlètes lors des Jeux olympiques d'été de 1976. Elles abritent aujourd'hui un complexe résidentiel.
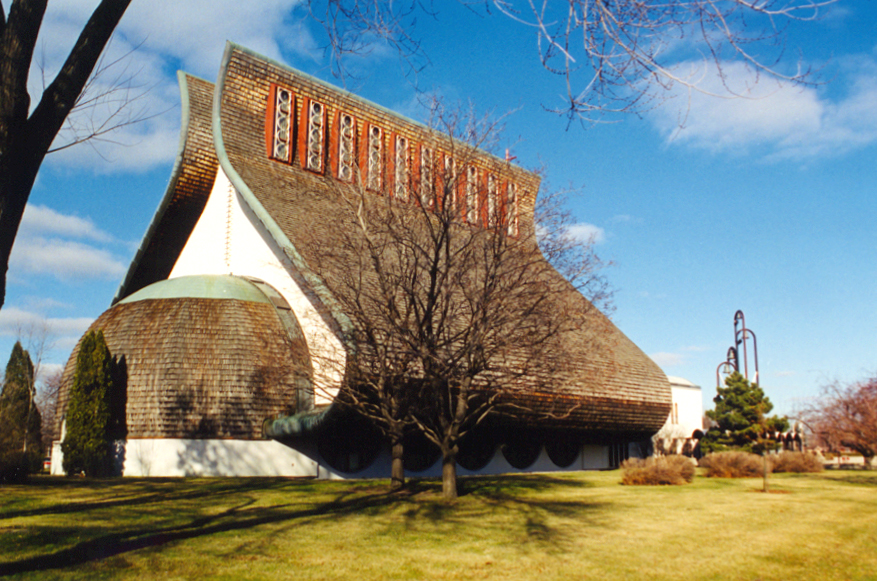
Construite en 1963, l'église Notre-Dame-des-Champs de Repentigny, sise au 187, boulevard Iberville à Repentigny (Québec), a été conçue par Robert D'Astons, en collaboration avec Jean-Paul Pothier.

On lui doit aussi la maison Fridolin Simard sur le lac Masson,.

## Filmographie
- Roger D'Astous, film documentaire de Étienne Desrosiers[10], Québec, 2016, 103 min, distribué au Canada par K-Films Amérique[11] (DVD, VSD).